# جکسون پیس
جکسون پیس (انگلیسی: Jackson Pace؛ زادهٔ ۱۹ فوریهٔ ۱۹۹۹) یک هنرپیشه اهل ایالات متحده آمریکا است. وی از سال ۲۰۰۶ میلادی تاکنون مشغول فعالیت بوده‌است.
از فیلم‌ها یا برنامه‌های تلویزیونی که وی در آن نقش داشته است می‌توان به میهن اشاره کرد.